# Fondation internationale de l'ostéoporose
 (décembre 2015).
Pour les articles homonymes, voir IOF.
La Fondation internationale de l'ostéoporose (International Osteoporosis Foundation ou IOF) est une fondation à but non lucratif basée à Nyon, en Suisse, créée en 1998. La fondation est née de la fusion entre la Fondation européenne contre l'ostéoporose, fondée en 1987 et la Fédération internationale des sociétés sur les maladies du squelette, fondée en 1995.
La FIO fonctionne en tant qu'alliance internationale regroupant des organisations et des partenaires privés concernés par la prévention, le diagnostic et le traitement de l'ostéoporose et des maladies osseuses. Le but de la fondation est d’améliorer la détection précoce de l’ostéoporose et des maladies musculosquelettiques ainsi que l’amélioration des traitements de ces maladies à travers une collaboration internationale des systèmes de santé nationaux et des gouvernements. La fondation est la plus grande organisation non-gouvernementale globale consacré à l’ostéoporose et les troubles musculosquelettiques.
Les membres d’IOF sont regroupés en 3 comités; un comité comptant 323 sociétés nationales, un comité de 148 conseillers scientifiques et un comité de conseillers en entreprises. Les personnes individuelles peuvent s’enregistrer en tant que membre gratuit ou payant sur le site web de l'IOF. IOF est actuellement présidée par le professeur Cyrus Cooper,
L’IOF est membre de l’Alliance internationale contre les maladies non transmissibles (NCD Alliance).

## Historique
La Fondation internationale contre l’ostéoporose a été fondée en 1998, quand la Fondation européenne contre l'ostéoporose (EFFO) s'est jointe à la Fédération Internationale des Sociétés sur les Maladies du Squelette. En 2008, IOF a obtenu le statut consultatif auprès du Conseil économique et social des Nations unies.
Depuis 2010, IOF et la Société européenne pour les aspects cliniques et économiques de l’ostéoporose, ostéoarthrite et les maladies musculosquelettiques (ESCEO) organisent conjointement le Congrès Mondial sur l’Ostéoporose, l’Ostéoarthrite et les maladies musculosquelettiques (WCO). Le premier congrès WCO s’est tenu en 2000 à Chicago, en Illinois et a été organisé par le secrétariat de la FIO.
En plus de ce congrès mondial annuel (WCO), la FIO organise des réunions régionales. Depuis 2010, 9 réunions régionales se sont déroulés à travers l’Amérique latine, le Moyen-Orient et l’Afrique, ainsi qu’en Asie-Pacifique.

## Publications
IOF publie quatre journaux scientifiques : 
- Osteoporosis International (en conjonction avec National Osteoporosis Foundation)
- Archives of Osteoporosis (en conjonction avec National Osteoporosis Foundation)
- Calcified Tissue International
- Progress in Osteoporosis.

## Journée mondiale contre l'ostéoporose
IOF promeut la journée mondiale contre l'ostéoporose qui est observée internationalement le 20 octobre de chaque année. Ce jour est consacré à soulever la conscience globale à l’égard de la prévention, le diagnostic et le traitement de l’ostéoporose et des maladies des os, muscles et articulations similaires.

## Capture The Fracture
Le programme Capture the Fracture de l’IOF a été conçu par l’IOF en 2012 pour promouvoir la prévention des fractures secondaires à travers des conseils sur les pratiques exemplaires et la reconnaissance des Services de Liaison des Fractures (SLF)  dans le monde entier. 856 SLF ont été établis dans 54 pays dans le cadre du programme CTF. La Carte de Pratiques Exemplaires du programme CTF donne de la reconnaissance aux SLF en classant leurs niveaux de services. Les niveaux d’excellence sont l’or, l’argent et le bronze.

## Groupes de travail scientifique
Les membres de la Comité de conseillers scientifique d’IOF aborde des sujets clés dans 13 groupes de travail scientifiques, et publier des déclarations de consensus, des prises de position, des revues et des recommandations. Les sujets actuellement en cours d'étude comprennent : le respect, l'os et le cancer, l’os et le diabète, l’épidémiologie/la qualité de vie, le traitement des fractures et la prévention des fractures secondaires, les cibles thérapeutiques, la tomographie périphérique de haute résolution HR-pQCT, les normes de marqueur osseux, l'inflammation chronique et la structure osseuse, l’hormonothérapie ménopausique MHT), la sarcopénie et la mobilité réduite, et les maladies squelettiques rares.

## Calculateur de calcium
Le calcium est essentiel pour bâtir et maintenir la santé des os à tous les âges. Le calculateur de calcium  de l’IOF est une simple calculatrice pour permettre aux individus d'évaluer si elles consomment suffisamment de calcium dans l’alimentation régulière.

## Test de risque rapide de l’IOF
Le test de risque rapide  de l’IOF permet aux individus de mieux comprendre l'état de santé des os à travers une série de questions simples sur l'histoire familiale et les facteurs de risque cliniques.

## Charte mondiale de patients d’IOF
Lancé en mars 2017 avec un appel pour « Plus de fracture osseuse », la Charte mondiale de patients de l’IOF a été développé en coopération avec des sociétés de patients d’ostéoporose au niveau mondial. Il vise à favoriser l'action mondiale pour l'amélioration de la prévention de l'ostéoporose et de soins aux patients ayant subi des fractures. La Charte appelle les autorités de santé à répondre aux besoins de millions de patients de l'ostéoporose dans le monde, qui devrait avoir le droit d’être diagnostiqué, soigné, soutenu et impliqué.